# Wyre Forest (district)
Pour les articles homonymes, voir Wyre Forest.
Wyre Forest est un district non-métropolitain du Worcestershire, en Angleterre. Il existe depuis le 1er avril 1974 et est issu de la fusion des districts municipaux de Bewdley et Kidderminster, du district urbain de Stourport-on-Severn et du district rural de Kidderminster. Il comprend notamment les villes de Stourport-on-Severn, où siège le conseil de district, Kidderminster et Bewdley.